# Dipartimento di Suchitepéquez
Il dipartimento di Suchitepéquez è uno dei 22 dipartimenti del Guatemala, il capoluogo è la città di Mazatenango.

## Comuni
Il dipartimento di Suchitepéquez conta 20 comuni:
- Chicacao
- Cuyotenango
- Mazatenango
- Patulul
- Pueblo Nuevo
- Río Bravo
- Samayac
- San Antonio Suchitepéquez
- San Bernardino
- San Francisco Zapotitlán
- San Gabriel
- San José el Idolo
- San Juan Bautista
- San Lorenzo
- San Miguel Panán
- San Pablo Jocopilas
- Santa Bárbara
- Santo Domingo Suchitepéquez
- Santo Tomás la Unión
- Zunilito